# Gao av Xia
Gao (皋; 皐; gāo) alt. Hao (昊; Hào) var den femtonde kungen under den kinesiska Xiadynastin. Hans regenttid uppskattats ha varat från 1566 till 1564 f.Kr.
Gao blev regent i året GengCheni (庚辰) efter att hans far Kong Jia avlidit. Efter sin död efterträddes kung Gao av sin son Fa.
Kung Gaos biografi återfinns i de historiska krönikorna Shiji och Bambuannalerna.